# Der Mann im Strom (1958)
Der Mann im Strom ist ein deutscher Spielfilm aus dem Jahre 1958 von Eugen York mit Hans Albers in der Titelrolle. Der Geschichte liegt der gleichnamige Roman (1957) von Siegfried Lenz zugrunde.

## Handlung
Paul Hinrichs hat bereits den 60. Geburtstag hinter sich gebracht und gehört nun in den Augen vieler zum „alten Eisen“. Inzwischen ohne Stellung, will der erfahrene Taucher noch einmal zeigen, was er drauf hat. Außerdem hat er zwei Kinder, die gerade volljährige Lena und den halbwüchsigen Timm, die versorgt werden müssen. So macht sich der alte Mann, den ein langes, von schwerer körperlicher Arbeit geprägtes Leben gezeichnet hat, bei seiner Stellungsuche um zehn Jahre jünger. Dazu fälscht er kurzerhand sein Geburtsdatum in seinen Ausweispapieren. Hinrichs hofft, von der Hamburger Bergungsfirma Egon Iversens als Taucher angestellt zu werden. Tatsächlich bekommt Paul noch einmal die Chance, zu zeigen, was er kann. Doch schon sein erster Einsatz soll Paul Hinrichs an seine Grenzen bringen.
Denn jeder Tauchgang fällt ihm schwerer als früher. Während des Auftrags, die Bergung eines auf Grund liegenden Schiffs zu leiten, überfordert Hinrichs sich, und es kommt zu einem dramatischen, lebensgefährlichen Zwischenfall. Ausgerechnet Manfred Thelen, ein junger, eher charakterschwacher Kollege, der in die Kriminalität abzugleiten droht und überdies auch noch Pauls Tochter Lena heiraten möchte, was dem Alten sehr missfällt, soll sich in dieser Notfallsituation als Hinrichs’ Lebensretter erweisen. Beide leisten bei diesem Auftrag Übermenschliches, und Paul Hinrichs kann sich des Respekts seiner jüngeren Kollegen über Wasser sicher sein. Angesichts dieser Leistung sieht Pauls Chef Iversen sogar über Hinrichs’ Urkundenfälschung hinweg und ernennt den Alten zum Bergungsinspektor.

## Produktionsnotizen
Der Mann im Strom entstand im Juni und Juli 1958 vor Ort in Hamburg (Außenaufnahmen in St. Pauli-Landungsbrücken, am Neumühlen-Kai und in Blankenese) sowie in den CCC-Studios von Berlin-Spandau und wurde am 15. August desselben Jahres in Hamburg uraufgeführt. Am 11. August 1964 lief der Film erstmals im deutschen Fernsehen (ARD).
Helmut Ungerland hatte die Produktionsleitung, die Filmbauten schufen Herbert Kirchhoff und Albrecht Hennings. Irms Pauli entwarf die Kostüme, Gerd von Bonin assistierte Chefkameramann Ekkehard Kyrath. Ottfried Wimmer war Cheftontechniker.
Im März 2006 wurde in der ARD eine Neuverfilmung desselben Stoffs unter demselben Titel ausgestrahlt. Jan Fedder übernahm dort die Albers-Rolle.

## Kritiken
Der Spiegel urteilte: „Altstar Hans Albers nimmt in dieser biederen Epistel von den Schwierigkeiten des Alterns und den Kümmernissen der Jugend … Gelegenheit, seine volkstümliche Seemannsgestalt als pensionsreifer Taucher wieder einmal in Hamburger Hafenbezirken zu tummeln. Regisseur Eugen York hat die redliche kinematographische Hausmannskost von handelsüblichen ‚Tor zur Welt‘-Aufnahmen freihalten können; doch mochte er sich ein Ende mit allseitigem, komplettem Glück nicht verkneifen.“
Im Filmdienst heißt es: „Publikumsfreundlicher Unterhaltungsfilm, der die sozialen Aspekte seiner Thematik zugunsten einer gemütvollen Paraderolle für Hans Albers ausspart.“